# Vila de Liquiçá
Vila de Liquiçá (Liquiçá) ist die Hauptstadt der osttimoresischen Gemeinde Liquiçá und des Verwaltungsamts Liquiçá.

## Geographie und Einwohner

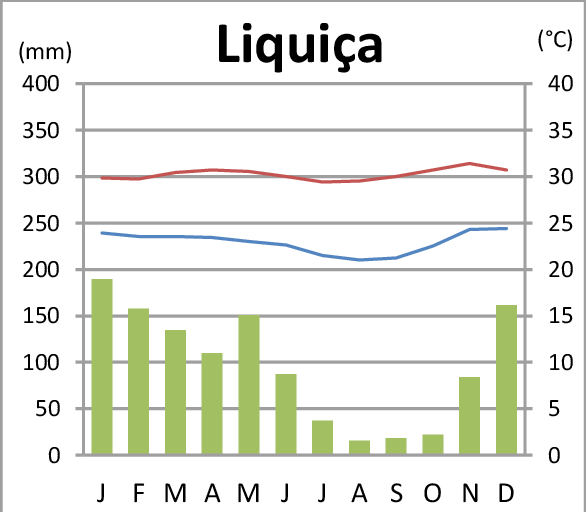
Klimadiagramm von Liquiçá

Liquiçá liegt an der Küste der Straße von Ombai, einer Verlängerung der Sawusee, auf einer Meereshöhe von 87 m. Sie befindet sich 32 km westlich von der Landeshauptstadt Dili. Das Zentrum der Stadt, mit Verwaltungssitz des Gemeindeadministrators und der katholischen Kirche, befindet sich im Suco Dato (Verwaltungsamt Liquiçá), zwischen den Mündungen der Flüsse Laklo und Gularkoo. Jenseits des Gularkoos dehnt sich die Stadt auf dem Gebiet des Sucos Maumeta (Verwaltungsamt Bazartete) und bis über den Fluss Carbutaeloa hinaus in den Suco Lauhata. Südwestlich liegen die Vororte Laclolema und Hatarlema. Im Südosten reicht Vila de Liquiçá bis in den Nachbarsuco Loidahar. Mauboque, das bis in den Suco Vatuvou (Verwaltungsamt Maubara) reicht, bildet den Westen der Stadt. Nur Dato hat in den offiziellen Statistiken Osttimors ein als „urban“ klassifiziertes Gebiet. Die restlichen Gebiete der Siedlung gelten als ländlich, auch wenn sich hier einige wichtige Einrichtungen der Stadt befinden. In den urbanen Gebieten registrierte man bei 2022 bei der Volkszählung 4.593 Einwohner.
Den Großteil des Jahres ist das Klima in Liquiçá heiß mit hoher Luftfeuchtigkeit, allerdings wenig Niederschlägen. Nur in der Regenzeit fällt Regen zwischen November und April. Die Flüsse führen nur in dieser Zeit Wasser, dann aber tragen sie reißend Felsen und Erde mit. Das Temperaturmaximum beträgt 32,5 °C im November, die niedrigste Temperatur im Juli 22,4 °C.

## Geschichte

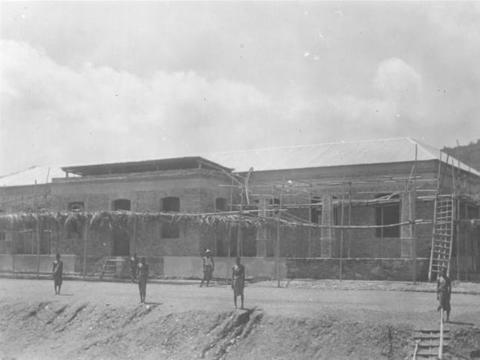
Krankenstation (Enfermaria) von Liquiçá (1938)

Liquiçá war eines der traditionellen Reiche Timors, die von einem Liurai regiert wurden. Es erscheint auf einer Liste von Afonso de Castro, einem ehemaligen Gouverneur von Portugiesisch-Timor, der im Jahre 1868 47 Reiche aufführte. Zusammen mit Luca herrschte es nach europäischen Quellen im 16. Jahrhundert über den Osten Timors. Hier wird Liquiçá als Likusaen bezeichnet. Der Name leitet sich von der alten Bezeichnung „Liku Saen“ ab, der „Python“ bedeutet. Noch 1886 zahlte die zu den Niederlanden gehörende Insel Alor Tribut in Form von Reis, Mais, Baumwolle und anderem.
Das Erdbeben von Timor 1857 löste am 13. Mai einen Tsunami aus, der das gesamte Dorf Liquiçá überflutete.
Während der Rebellionen in Portugiesisch-Timor zwischen 1860 und 1912 war der Liurai von Liquiçá ein loyaler Verbündeter der portugiesischen Kolonialherren, der mehrmals Truppen zur Niederschlagung der Rebellionen zur Verfügung stellte. 1889 wurde der portugiesische Posten in Liquiçá erneuert. 1893 revoltierte das Reich von Maubara, zusammen mit Atabae, gegen die Ausweitung der militärischen und administrativen Kontrolle Portugals. Der Liurai griff zwei portugiesische Militärposten in Dato und Vatuboro an und versuchte die Niederländer wieder als Schutzmacht zu gewinnen. Infolge der Niederschlagung des Aufstands brach in Maubara die Cholera aus. Im November unterzeichnete der Liurai offiziell einen schriftlichen Vertrag mit Portugal über den Vasallenstatus Maubaras.
Im Zweiten Weltkrieg wurde Portugiesisch-Timor von den Japanern besetzt (siehe Schlacht um Timor). In Liquiçá und Maubara wurde ab Ende Oktober 1942 die gesamte verbliebene portugiesischstämmige Bevölkerung in Lagern interniert. Die Bedingungen in dem Camp waren schlecht, Nahrungsmittel knapp und die Hygienebedingungen aufgrund von Wassermangel unzureichend. Viele Portugiesen starben deswegen. Zwar gab es einen portugiesischen Arzt, dem später zwei japanische Ärzte zugeteilt wurden, aber es fehlte an Medikamenten. Im ersten Jahr bewachten japanische Soldaten das Lager, später japanische Kempeitai, zusammen mit timoresischen Wachen und Spionen.
Während der indonesischen Invasion griffen im Juni 1976 indonesische Truppen Liquiça an. Ende 1979 gab es in Vila de Liquiçá und Dato ein sogenannte Transit Camps, in denen die Besatzer osttimoresische Zivilisten internierten.
Der damalige Distrikt Liquiçá war ein Zentrum der Gewaltwelle vor und nach dem Unabhängigkeitsreferendum 1999 und Schauplatz von Einschüchterungen, Vergewaltigungen und Mord durch pro-indonesische Milizen.
Am 5. April wurde die Stadt von der pro-indonesischen Miliz Besi Merah Putih (BMP) angegriffen. Mindestens sieben Menschen starben, 150 Häuser wurden niedergebrannt, mehr als tausend Menschen suchten Schutz in der Pfarrkirche São João de Brito und dem angrenzenden Pfarrheim, wo sie am Tag darauf von der BMP und der Miliz Aitarak unter Beteiligung von indonesischer Polizei und Soldaten umzingelt wurden. Bei dem folgenden Kirchenmassaker von Liquiçá starben je nach Quelle zwischen 61 und 200 Menschen. Später wurden die Einwohner von Luculai, Loidahar und Darulete nach Vila de Liquiçá zwangsdeportiert. Hier zwang man sie mit Einschüchterungen und Misshandlungen die Autonomielösung im Referendum zu unterstützen, die einen Verbleib Osttimors bei Indonesien vorsah. Männer wurden, wenn sie nicht flohen, für die Milizen zwangsrekrutiert. Außerdem mussten die Menschen die Flagge Indonesiens setzen und Wachposten einrichten. Mädchen und junge Frauen mussten auf Feiern der Milizen tanzen. Etwa 150 Menschen flohen nach Dili, wo sie Zuflucht im Haus des Politikers Manuel Carrascalão suchten, das aber am 17. April selbst von den Milizen angegriffen wurde (Siehe: Massaker im Haus von Manuel Carrascalão).
Am 4. Juli 1999 griff die BMP einen Hilfskonvoi in Liquiçá an, der von Mitarbeitern von UNAMET und dem UNHCR begleitet wurde. Von den 77 Personen im Konvoi wurden mehrere einheimische Mitarbeiter schwer verletzt und die Fahrzeuge mit Stangen und Steinen zerstört. 62 Mitglieder des Konvois retteten sich in die Polizeistation. Später konnten sie nach Dili zurückkehren. Indonesische Polizisten und Mitglieder des Geheimdienstes, die anwesend waren, griffen nicht ein. Im Gegenteil. Eine Woche nach dem Vorfall begann die indonesische Polizei mit Ermittlungen gegen einen UN-Mitarbeiter wegen angeblichen Waffenbesitz. Am 18. Juli folgte ein Angriff der BMP auf Vila de Liquiçá, worauf erneut Menschen in die Berge flohen. Während der Ausschreitungen durch die Milizen wurden die meisten Gebäude Vila de Liquiçás zerstört, nur wenige Bauten aus portugiesischer und indonesischer Zeit sind übrig geblieben. Am 13. Oktober wurde zur Wiederherstellung der Ordnung eine australische Infanteriekompanie in der menschenleeren Stadt stationiert. Erst nach und nach kehrten die Einwohner zurück.
Am 1. und 2. Januar 2008 kam es hier und in den Sucos Maumeta, Dato und dem benachbarten Luculai zu schweren Überschwemmungen. Menschen wurden nicht verletzt, aber 300 Familien verloren ihr Dach über dem Kopf. Ende Januar 2012 wurden durch starke Regenfälle die Schule und 18 Häuser zerstört.

## Politik
Es gibt keine Stadtverwaltung für die gesamte Siedlung. Jedes Verwaltungsamt hat seinen eigenen Administrator, in den einzelnen Sucos werden von den Einwohnern der Chefe de Suco und die Suco-Räte gewählt. Darüber steht der Administrator der Gemeinde Liquiçá

## Öffentliche Einrichtungen und Sehenswürdigkeiten

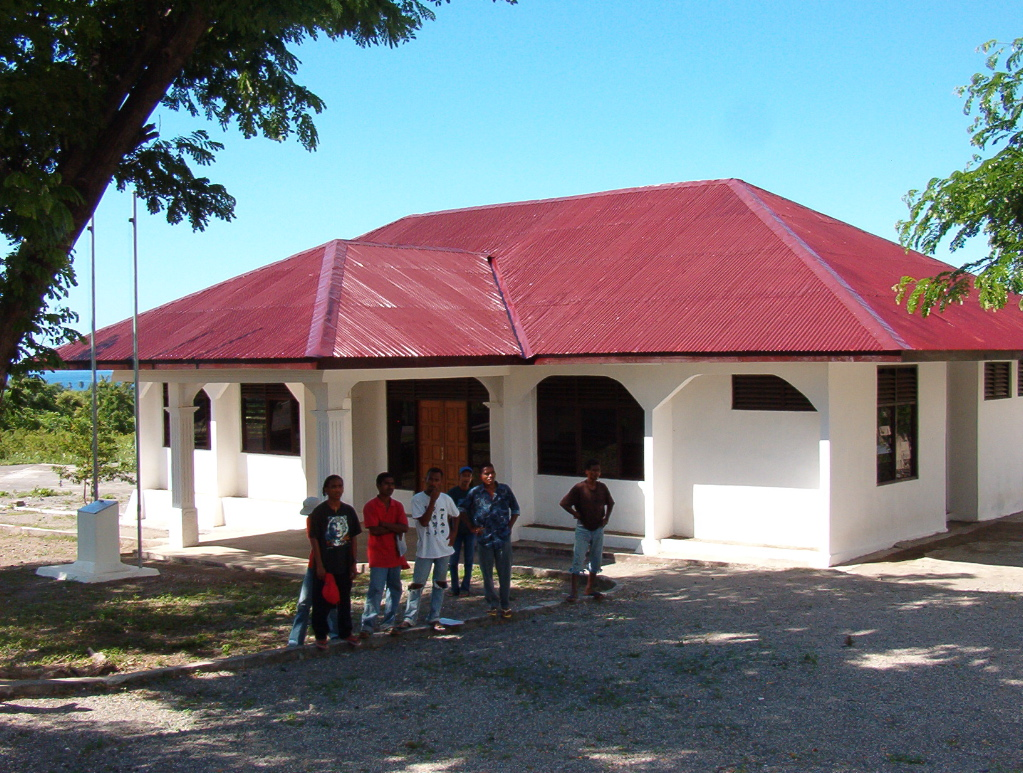
Frauen- und Kindergemeindezentrum

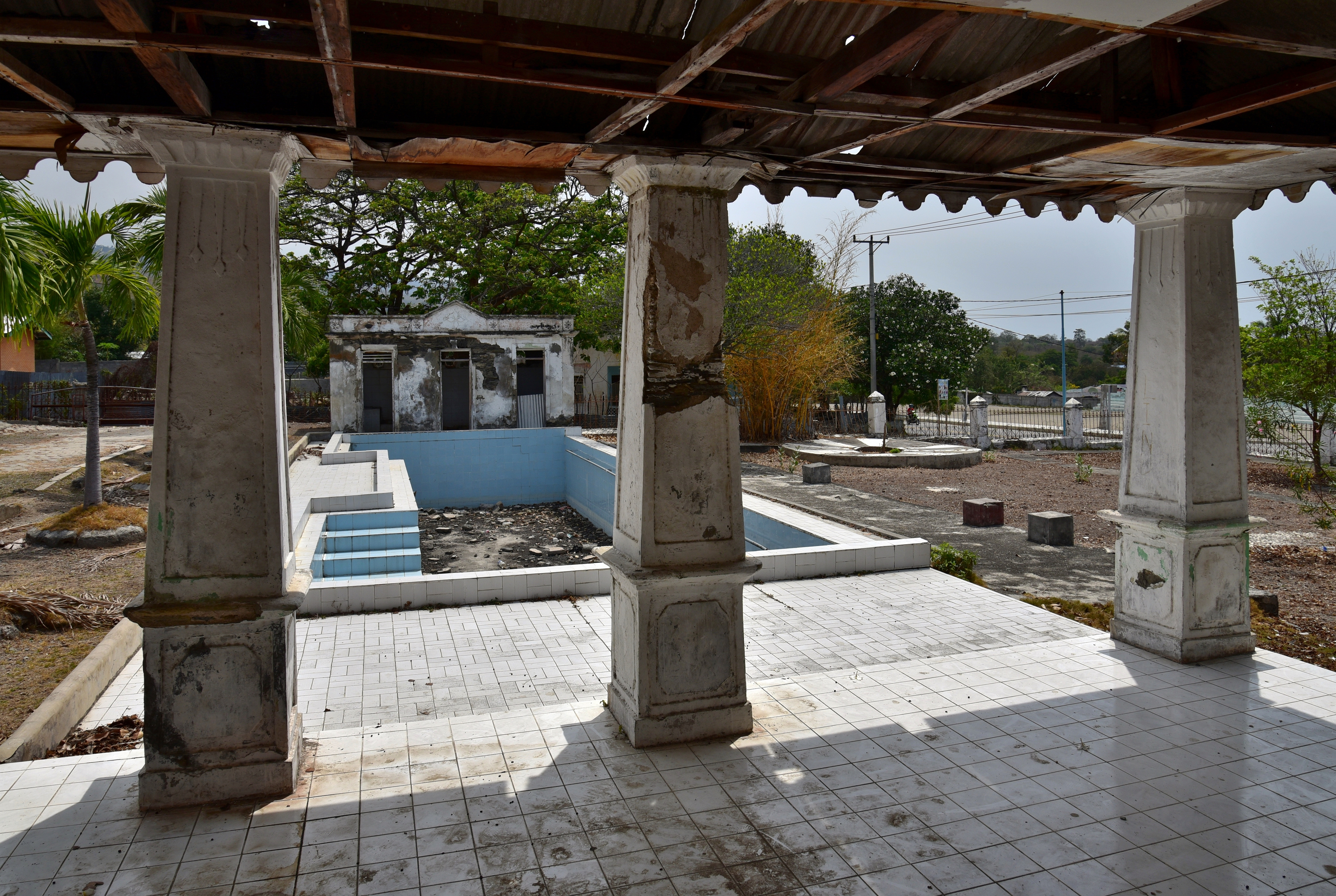
Pavillon und Swimming Pool hinter der Residenz des Administrators

In der Stadt befinden sich insgesamt eine Vorschule, fünf Grundschulen, zwei Präsekundärschulen und zwei Sekundärschulen. Außerdem befinden sich hier ein kommunales Gesundheitszentrum, eine Polizeistation und ein Hubschrauberlandeplatz.
In Dato stehen in der Rua Kofi Annan mehrere Bauwerke aus der portugiesischen Kolonialzeit. Eines der markantesten ist das Gebäude des Verwaltungsamtes mit einem repräsentativen, von neun 5 m hohen Säulen getragenen Vorbau, zwei kleineren, runden und mehreren großen, spitzbogigen Fenstern und einem für Portugal typischen, mit roten Ziegeln gedeckten Satteldach. Gegenüber befindet sich die Grundschule Escola Primária, deren älteste Gebäude noch aus den 1940er Jahren stammen. In der gleichen Straße ist das 2016 renovierte Edifisu MOPTC sehenswert, ein Verwaltungsgebäude des Verkehrsministeriums (portugiesisch Ministerio das Obras Públicas, Transportes a Comunicações), das 1936 im Stil des Neoklassizismus erbaut wurde und auch unter dem früheren Namen Escritório do Secretário-Adjunto do Administrador de Liquiçá bekannt ist. Den gleichen Baustil weist die ehemalige Residenz des Administrators des Distrikts Liquiçá mit ihrer repräsentativen Freitreppe auf. Vor dem Gebäude, auf der anderen Straßenseite, wurde eine kleine Parkanlage mit Pavillon geschaffen.
Am Ende der Rua Kofi Annan ist die in den 1920er Jahren erbaute ehemalige Städtische Grundschule Escola Municipal sehenswert. Das zweiflügelige, neoklassizistische Gebäude ist heute im Besitz des Bistums Maliana. Gegenüber erhebt sich die ursprünglich 1946 erbaute katholische Pfarrkirche São João de Brito mit ihrem weithin sichtbaren Glockenturm, die durch das Massaker von Liquiçá traurige Berühmtheit erlangte. Ein weiteres sehenswertes Bauwerk aus der Kolonialzeit ist das ehemalige Hotel Tokodede, das zwischen 1930 und 1950 speziell zur Unterbringung durchreisender portugiesischer Beamter und Offiziere erbaut wurde. Von seiner Terrasse aus bietet sich ein eindrucksvoller Blick auf den von Kokospalmen bestandenen Strand.
In Dato liegen außerdem der Sitz des heutigen Gemeindeadministrators, die presbyterianische Kirche, eine Moschee und der am 23. Dezember 2018 eingeweihte chinesische Tempel von Liquiçá. Bereits in der portugiesischen Kolonialzeit gab es einen in der Stadt. Der Sitz der Gemeindeverwaltung befindet sich in Maumeta, das Krankenhaus im Suco Loidahar.